# Calicovatellus
Calicovatellus – wymarły rodzaj chrząszczy z rodziny pływakowatych i podrodziny Hydroporinae. Obejmuje tylko jeden gatunek, Calicovatellus petrodytes. Żył w miocenie na terenie Ameryki Północnej.

## Taksonomia
Rodzaj i gatunek typowy opisali po raz pierwszy w 2001 roku Kelly B. Miller i Sara H. Lubkin na łamach „Journal of Paleontology”. Opisu dokonano na podstawie skamieniałości znalezionej w Mule Canyon w paśmie Calico Mountains w kalifornijskiej części pustyni Mojave. Pozyskano ją z dolnych warstw Formacji Barstow. Datowana jest na serrawal w środkowym miocenie. Holotyp zdeponowano na Wydziale Nauk Geologicznych Uniwersytetu Kalifornijskiego w Santa Barbara. Nazwa rodzajowa nawiązuje do wspomnianego pasma i należącego do tego samego plemienia rodzaju Vatellus, natomiast epitet gatunkowy w zlatynizowanej grece oznacza „kamienny nurek”.
Rodzaj ten umieszczany jest wraz z Vatellus i Derovatellus w plemieniu Vatellini. W tych samych osadach co Calicovatellus znalezione zostały liczne skamieniałości larw trzeciego stadium, opisane jako Schistomerus californense i klasyfikowane w monotypowym plemieniu Schistomerini. Miller i Lubkin nie wykluczają, że należą one do tego samego gatunku co C. petrodytes, zwracają jednak uwagę, że znane larwy Vatellini mają charakterystyczne, trójgałęziste nasale, podczas gdy u S. californense są one wykształcone w sposób bardziej typowy dla Hydroporinae, nie można jednak mieć pewności, czy u C. petrodytes nie reprezentują stanu bardziej plezjomorficznego dla plemienia.

## Morfologia
Chrząszcz o podługowato-jajowatym w zarysie ciele długości około 4,4 mm i szerokości około 2 mm. Głowa i przedplecze były z wierzchu niepunktowane. Wąskie, niemal kwadratowe w zarysie przedplecze było najszersze przed tylnym brzegiem i tam wciąż wyraźnie węższe od pokryw. Krawędzie boczne i kąty tylne przedplecza były zaokrąglone. Tarczka była niewidoczna z zewnątrz. Pokrywy były wydłużone, niemal równoległoboczne, o zaokrąglonym szczycie i niepunktowanej powierzchni. Epipleury również były niepunktowane, na przedzie szerokie i na wysokości pierwszego z widocznych sternitów odwłoka zwężone. Na pokrywach znajdował się wzór z sześciu brązowych przepasek podłużnych. Samo przedpiersie było wąskie i opadające, ale jego wyrostek międzybiodrowy był szeroki, zaopatrzony w pośrodkowe żeberko podłużne i nie sięgał do zapiersia. Szerokość śródpiersia była przeciętna, jego wyrostek lekko pogrubiony, a biodra środkowej pary styczne. Episternity zatułowia wąsko dochodziły do panewek tychże bioder. Zabiodrza były ku przodowi rozszerzone. Linie zabiodrzy miały prawie równoległy przebieg, ku przodowi były lekko rozbieżne.

## Paleoekologia
Z tego samego ogniwa co Calicovatellus znane są m.in. skamieniałości chrząszczy z rodzajów Carpelimus i Cybocephalus, ważek z rodzaju Orthemis, wciornastków z rodzin Melanthripidae i Thripidae, muchówek z rodzajów Calopsectra, Culicoides i Dasyhelea, pluskwiaków z rodzajów Miomonalonion i Procymophyes, pająków z rodzajów Argenna czy roztoczy z rodzaju Protoarrenurus.
Chrząszcz ten zasiedlał płytkie jezioro o niskiej zawartości tlenu i słabym mieszaniu się wody, na co wskazuje obecność w tych samych osadach płazińców z rzędu Rhabdocoela, wodopójek, małżoraczków oraz larw ochotkowatych i kuczmanowatych. Zbiornik ten był prawdopodobnie słony, o czym świadczy obecność bezpancerzowców, które to wymagają zasolenia na poziomie minimum 3%; jego zasolenie nie mogło jednak przekraczać 14%, o czym świadczy obecność kuczmanowatych. Bezpancerzowce nie tolerują też temperatur poniżej 6 °C ani pH poniżej 6,8. Zbiornik ten przypuszczalnie okresowo wysychał – liczni przedstawiciele fauny byli przystosowani do takich warunków, a w osadach występują liczne ewaporyty, jak np. boracyt i gips. Przepasane pokrywy Calicovatellus mogą wskazywać na przystosowanie do częstych na terenach pustynnych zbiorników o podłożu mineralnym, co jest spójne z danymi geologicznymi.